# Putauaki
Putauaki (em maori:  Pūtauaki; também conhecido em inglês como Monte Edgecumbe) é um cone vulcânico dacito da região da Baía of Plenty, na Nova Zelândia. Localizado cinquenta quilômetros a leste de Rotorua e três quilômetros a leste de Kawerau, é a abertura mais oriental do centro vulcânico Okataina, dentro da Zona Vulcânica de Taupo. A montanha está a 820 metros acima do nível do mar, e é visível das águas da Baía de Plenty, trinta quilômetros ao norte. Todos os anos, uma corrida King of the Mountain ("Rei da Montanha") é disputada em Putauaki como parte da série internacional King of the Mountain, e os lucros são doados para instituições de caridade.

## História
A última erupção vulcânica substancial ocorreu por volta de 300 a.C., produzindo um quilômetro cúbico de lava.
O capitão James Cook chamou a montanha de "Monte Edgecumbe" em 2 de novembro de 1769, possivelmente em homenagem a John Edgecombe, o sargento dos fuzileiros navais em seu navio, o Endeavour. O nome oficial da montanha mudou de volta para Putauaki em 1925.
O governo da Nova Zelândia tomou parte da montanha do povo Ngāti Awa na década de 1880 como parte de uma série de confiscos de terras na Ilha do Norte, supostamente para fins de assentamento militar. Em um relatório de 1999, o Tribunal de Waitangi declarou o confisco ilegal porque não havia perspectiva de colocar colonos na montanha.

## Fonte lendária de nome
A lenda maori fala de um caso de amor que Pūtauaki teve com Whakaari/Ilha Branca. Outra versão da lenda é que Pūtauaki estava sozinho depois de perder uma luta para Pīhanga (outra montanha), então quando ele conheceu Tarawera, ele decidiu começar um relacionamento com ela. Depois de criar um filho e anos de um casamento conturbado, Pūtauaki lançou seus olhos para o mar, onde estava a linda Whakaari. Os dois gritariam um ao outro à noite enquanto Tarawera dormia. Uma noite, Pūtauaki não conseguiu conter seu amor por mais tempo e decidiu viajar para ficar com Whakaari. É dito que uma montanha só pode se mover uma vez na vida e apenas à noite, então Pūtauaki teve que viajar pela terra rapidamente. Mal sabia ele, seu filho havia acordado e o estava seguindo. Ele ouviu o pequeno gemido de seu filho e se virou. Ele tentou dizer ao filho para ficar com Tarawera, mas a pequena montanha não abandonou seu pai. Então o sol nasceu e congelou as duas montanhas onde eles estavam. Quando Tarawera acordou, ela viu que seu marido havia partido e ela começou a chorar, criando assim as Cataratas e o rio Tarawera. Até hoje, Tarawera ainda chora e Whakaari ainda clama por seu amante, que está paralisado perto de Kawerau.

## Galeria

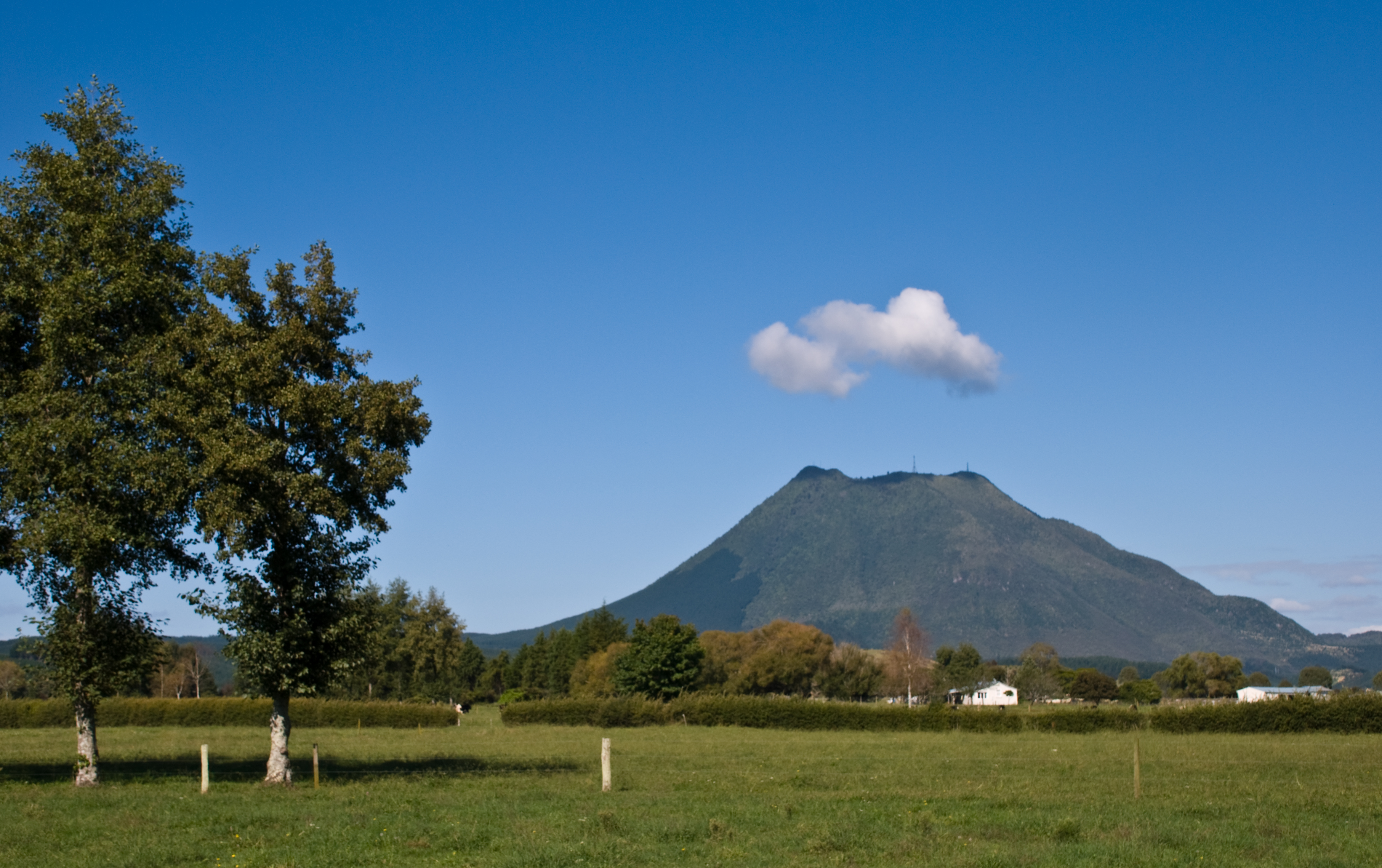
Vista da montanha do norte
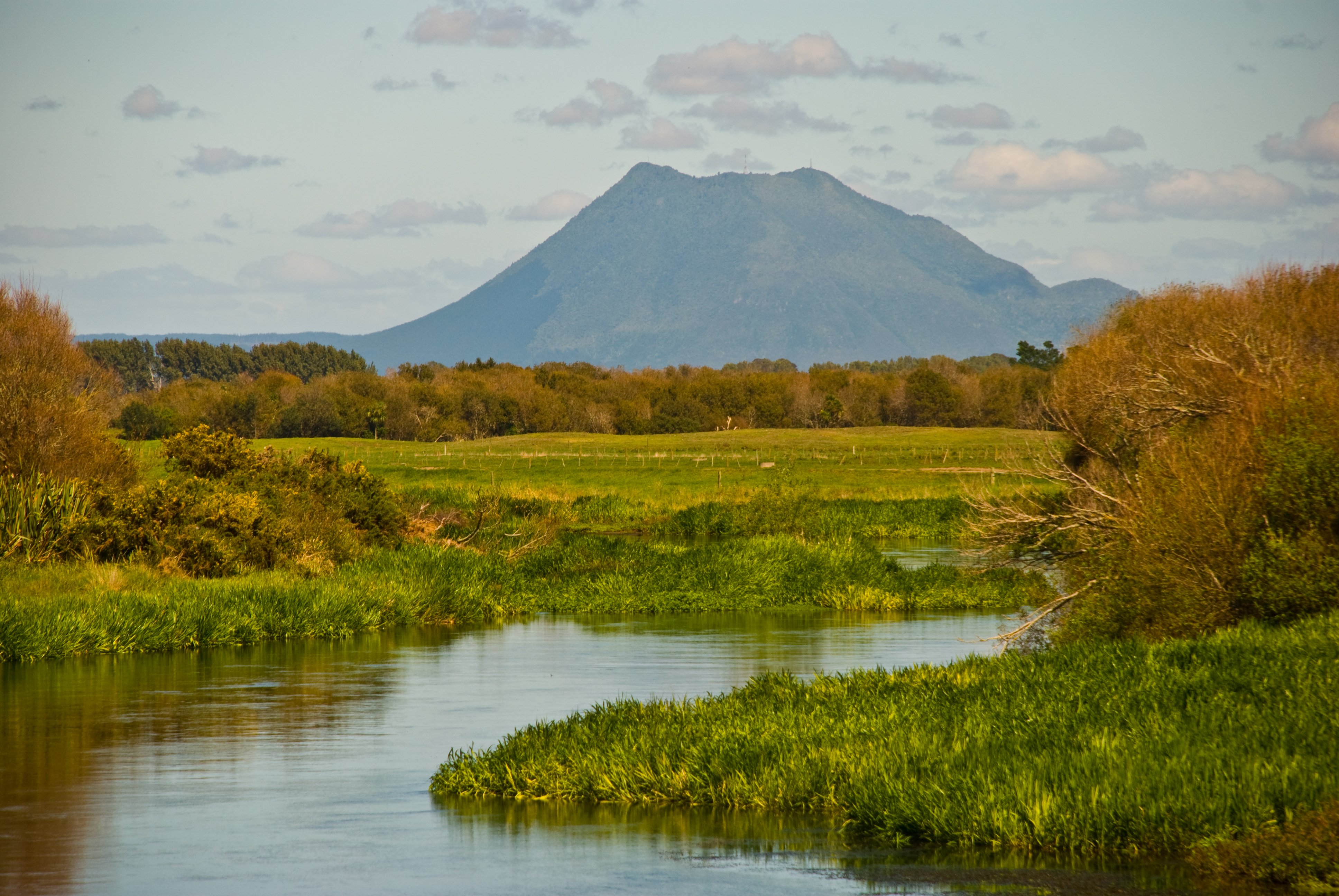
Putauaki e o rio Tarawera
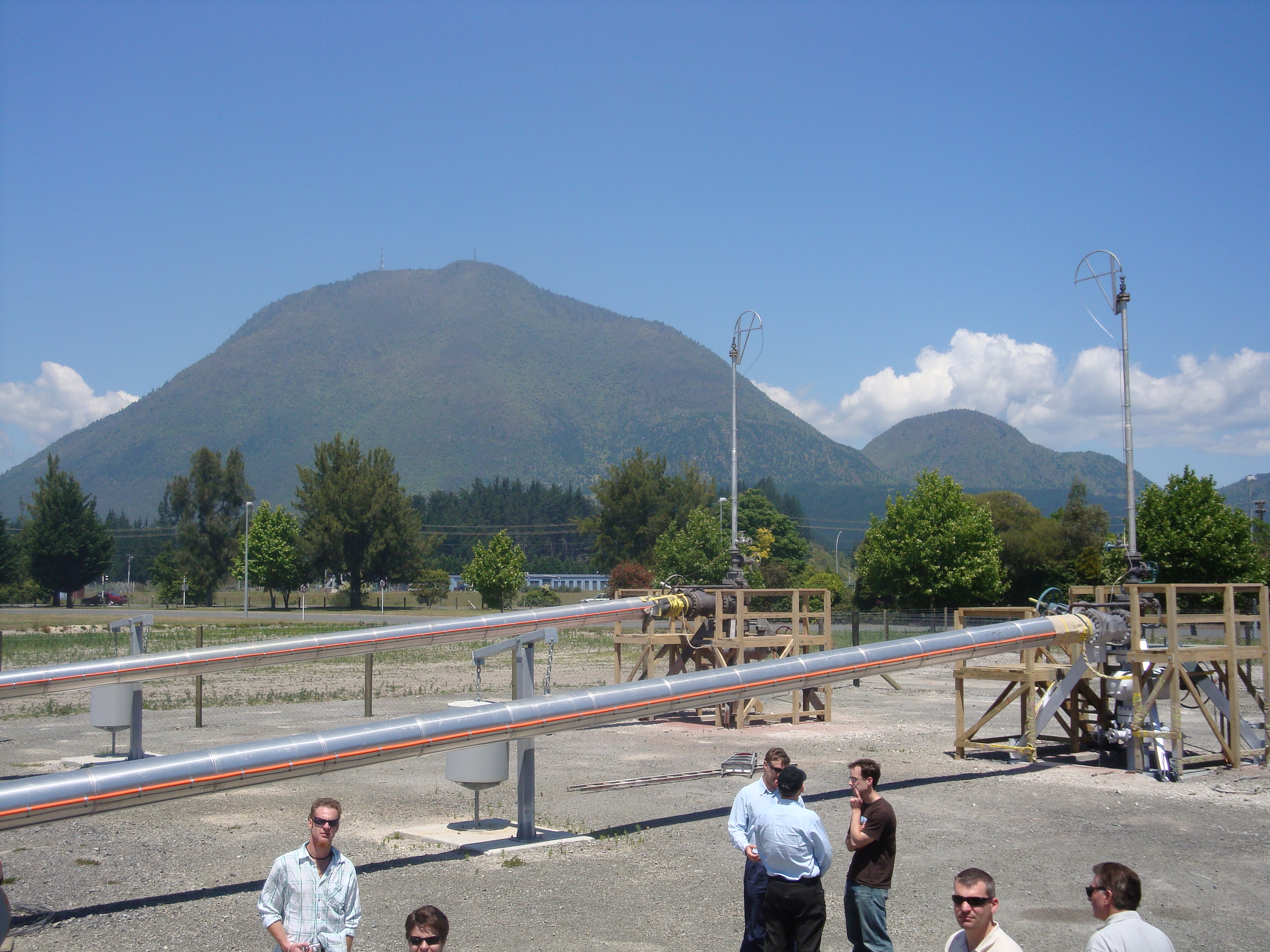
Putauaki tem vista para um campo de perfuração geotérmica perto de Kawerau
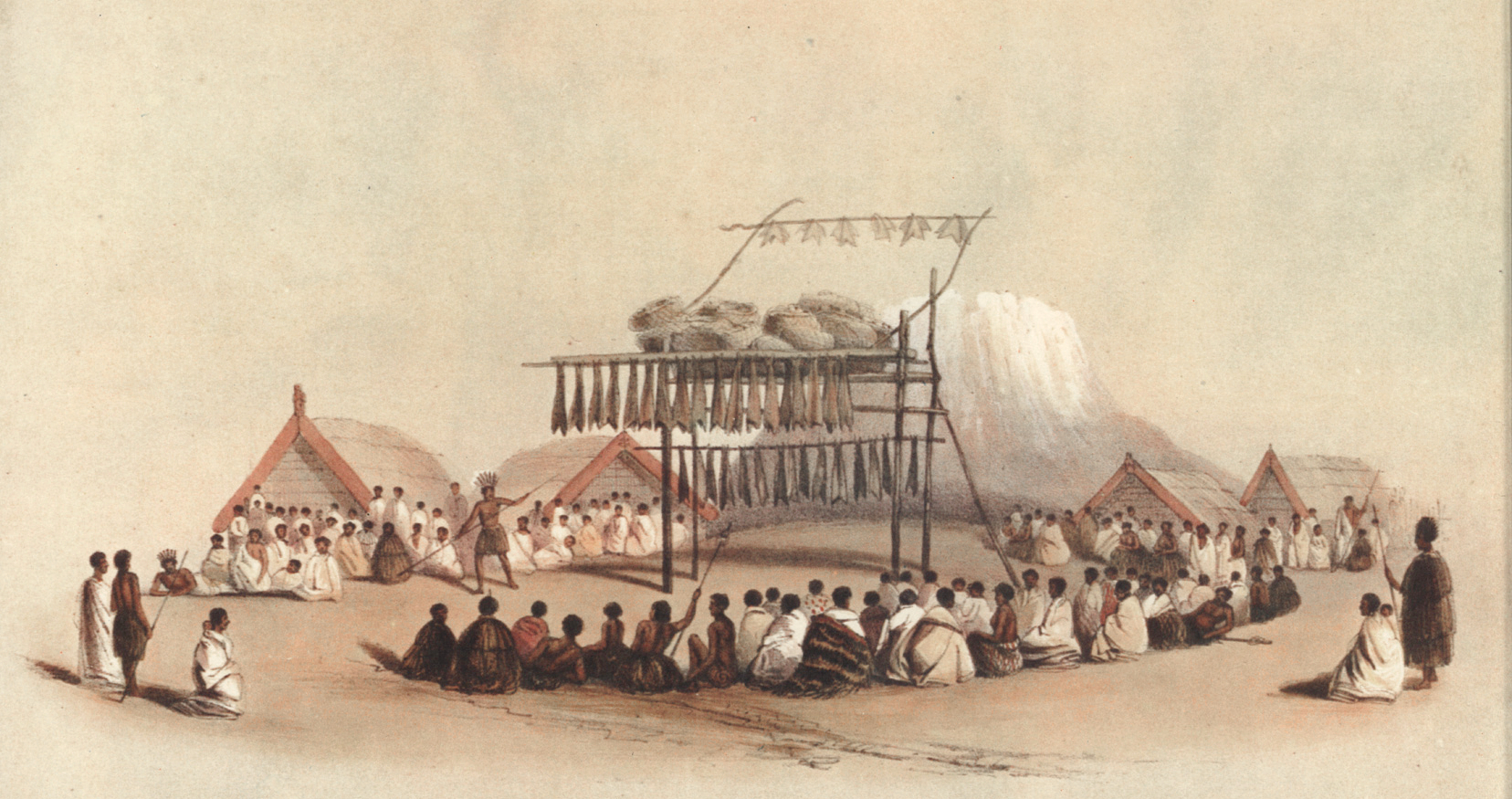
Putauaki visto em uma ilustração de 1847 retratando um banquete Maori em Matata